# Dracula (série télévisée, 2013)
Pour les articles homonymes, voir Dracula (homonymie).
Dracula est une série télévisée américaine en dix épisodes de 42 minutes créée par Cole Haddon et diffusée entre le 25 octobre 2013 et le 24 janvier 2014 sur le réseau NBC et en simultané au Canada sur le réseau Global.
En Belgique, la série a été diffusée du 5 octobre au 2 novembre 2014 sur Plug RTL. Elle reste inédite dans les autres pays francophones.

## Synopsis
Dracula alias Alexander Grayson, riche homme d'affaires américain, s'installe en Grande-Bretagne à la fin du XIXe siècle et cherche à venger la mort de sa bien-aimée assassinée auparavant par l'ordre du Dragon, puissante organisation secrète qui contrôle la ville de Londres.

## Fiche technique
- Titre original : Dracula
- Création : Cole Haddon
- Réalisation : Steve Shill (Ep.1,2), Andy Goddard (EP.3,4), Nick Murphy (Ep.5,6), Brian Kelly III (Ep.7,8), Tim Fywell (Ep.9,10)
- Scénario : Cole Haddon (Ep.1,10), Daniel Knauf (Ep.2,9), Harley Peyton (Ep.3,8), Tom Grieves (Ep.4), Nicole Taylor (Ep.5), Katie Lovejoy (Ep.6), Rebecca Kirsch (Ep.7)
- Musique : Trevor Morris
- Directeurs de la photographie : Ousama Rawi et Chris Seager
- Montage : Paul Knight, Xavier Russell, Jason Krasucki, Paul Endacott et Steve Singleton
- Distribution : Suzanne Smith et Zsolt Scutak
- Création des décors : Rob Harris
- Création des costumes : Annie Symons
- Supervision des effets de maquillage : Ivan Poharnok
- Supervision des effets spéciaux : Gabor Kiszelly
- Supervision des effets visuels : Kent Johnson
- Studios des effets visuels : Jellyfish Pictures - Stargate Studios
- Producteurs : Irene Burns, Howard Ellis, Adam Goodman, Christopher Hall, Steve Clark-Hall et Jonathan Rhys Meyers
- Producteurs exécutifs : Colin Callender, Daniel Knauf, Tony Krantz et Gareth Neame
- Coproducteurs exécutifs : Cole Haddon, Nigel Marchant, Reece Pearson, Harley Peyton, Steve Shill et Anne Mensah
- Sociétés de production : Flame Ventures, Playground Entertainment, Carnival Films and Television et Universal Television
- Société de distribution : NBC
- Pays d'origine :  États-Unis /  Royaume-Uni /  Hongrie
- Langue : Anglais (Dolby Digital)
- Image : Couleurs
- Ratio écran : 16:9 HD
- Durée : 10 x 43 minutes
- Genre : Horreur

## Distribution

### Acteurs principaux
- Jonathan Rhys-Meyers (VF : Alexis Victor) : Dracula / Alexander Grayson
- Jessica De Gouw (VF : Audrey Sablé) : Mina Murray
- Thomas Kretschmann (VF : Julien Kramer) : Abraham Van Helsing
- Victoria Smurfit (VF : Laurence Bréheret) : Lady Jayne Wetherby
- Oliver Jackson-Cohen (VF : Rémi Bichet) : Jonathan Harker
- Nonso Anozie (VF : Daniel Lobé) : R.M. Renfield
- Katie McGrath (VF : Adeline Moreau) : Lucy Westenra

### Acteurs récurrents et invités
- Matt Barber (en) : Campbell
- Michael Nardone (en) : Hermann Kruger
- Ben Miles (VF : Constantin Pappas) : Mr Browning
- Robert Bathurst (VF : Jean-Philippe Puymartin) : Lord Thomas Davenport
- Miklos Banyai (VF : Benjamin Gasquet) : Szabo
- Alastair Mackenzie (VF : Olivier Chauvel) : Lord Rothcroft
- Tamer Hassan : Kaha Ruma alias « Le Marocain »
- Phil McKee (VF : Emmanuel Lemire) : Joseph Kowalski
- Jack Fox (VF : Geoffrey Vigier) : Alastair Harvey
- Anthony Calf (VF : Jean-François Vlérick) : Dr William Murray

- Version française
  - Société de doublage : Libra Films[5],[6]
  - Direction artistique : Pauline Brunel[5]

 Source et légende : version française (VF) sur RS Doublage et Doublage Séries Databse

## Production

### Développement
Le projet a débuté en janvier 2012. Le 24 juillet 2012, NBC a commandé dix épisodes.
Le 12 mai 2013, NBC a annoncé que la série sera diffusée à l'automne le vendredi à 22 h.
Le 10 mai 2014, la série est officiellement annulée.

### Casting
Les rôles ont été distribués dans cet ordre : Jonathan Rhys Meyers, Jessica De Gouw, Katie McGrath et Nonso Anozie, Victoria Smurfit, Thomas Kretschmann et Oliver Jackson-Cohen.

### Tournage
La série est tournée en Hongrie.

## Épisodes
1. Le sang, c'est la vie (The Blood Is the Life)
2. Un parfum de soufre (A Whiff of Sulphur)
3. Le Châtiment (Goblin Merchant Men)
4. Des ténèbres à la lumière (From Darkness to Light)
5. La Valse du démon (The Devil's Waltz)
6. Des monstres et des hommes (Of Monsters and Men)
7. Deux Maîtres à la fois (Servant to Two Masters)
8. Marché de dupes (Come to Die)
9. Quatre Roses (Four Roses)
10. Ultimes Combats (Let There Be Light)

## Accueil

### Audiences
Le pilote a attiré 5,26 millions de téléspectateurs, soit le plus regardé parmi les 18 à 49 ans. Le deuxième épisode a réuni 3,39 millions de téléspectateurs, dépassé par 20/20 sur ABC parmi les 18 à 49 ans.